# Вельґоляс-Бжезінський
Вельґоляс-Бжезінський (пол. Wielgolas Brzeziński) — село в Польщі, у гміні Галінув Мінського повіту Мазовецького воєводства.
Населення — 521 особа (2011).
У 1975-1998 роках село належало до Варшавського воєводства.

## Демографія
Демографічна структура станом на 31 березня 2011 року:
|          | Загалом | Допрацездатний вік | Працездатний вік | Постпрацездатний вік |
| -------- | ------- | ------------------ | ---------------- | -------------------- |
| Чоловіки | 251     | 81                 | 154              | 16                   |
| Жінки    | 270     | 63                 | 163              | 44                   |
| Разом    | 521     | 144                | 317              | 60                   |